# Gustavo Sánchez (nadador)
Gustavo Sánchez Acero (31 de agosto de 2000) es un deportista colombiano que compite en natación sincronizada. Ganó tres medallas en el Campeonato Mundial de Natación, en los años 2023 y 2024.

## Palmarés internacional
| Campeonato Mundial | Campeonato Mundial | Campeonato Mundial | Campeonato Mundial |
| Año                | Lugar              | Medalla            | Prueba             |
| ------------------ | ------------------ | ------------------ | ------------------ |
| 2023               | Fukuoka (Japón)    | Medalla de plata   | Solo libre         |
| 2024               | Doha (Catar)       | Medalla de bronce  | Solo técnico       |
| 2024               | Doha (Catar)       | Medalla de bronce  | Solo libre         |